# Ava (filme)
Ava é um filme de ação e suspense estadunidense de 2020 dirigido por Tate Taylor e escrito por Matthew Newton. O filme é estrelado por Jessica Chastain, John Malkovich, Common, Geena Davis, Colin Farrell, Ioan Gruffudd e Joan Chen.
Ava foi lançado na Hungria em 2 de julho de 2020 e nos Estados Unidos através da DirecTV Cinema em 27 de agosto de 2020, seguido por um lançamento limitado para cinema e vídeo sob demanda em 25 de setembro de 2020, pela Vertical Entertainment. Apesar de o desempenho de Chastain receber elogios, o filme recebeu críticas negativas.

## Enredo
Ava Faulkner (Jessica Chastain) é uma viciada em recuperação e ex-soldado que se tornou assassina. Na França, ela sequestra seu novo alvo, um empresário inglês. Antes de matá-lo, ela o questiona sobre por que alguém quer matá-lo. Sem que ela saiba, outra mulher escuta a conversa eletronicamente. Depois disso, Ava voa para Boston, onde visita sua irmã Judy e sua mãe, que está hospitalizada por causa de dores de angina. Ava não as vê há oito anos.
O treinador de Ava e ex-superior do Exército, Duke, a envia à Arábia Saudita para matar um general alemão. Ava atrai o general para uma armadilha e injeta nele um veneno para fazer parecer que ele morreu de um ataque cardíaco. Ela é interrompida pelos seguranças do general. Segue-se um tiroteio, matando todos os homens.
Ava foge e viaja para Barneville-Carteret, onde Duke se desculpa pela operação malfeita, insistindo que a informação ruim foi um erro simples. Ele dá a ela um tempo de folga para relaxar e ela retorna a Boston e conhece Michael, seu ex-noivo que agora está em um relacionamento com sua irmã Judy.
Na Colúmbia Britânica, Duke se encontra com seu superior, Simon. A filha de Simon, Camille, é a mulher que havia escutado antes o golpe de Ava. Simon acredita que Ava é um risco e que o questionamento das metas demonstra comprometimento insuficiente com a operação. Depois que Duke sai, Simon reafirma o golpe em Ava. Ela mata seu agressor e então confronta Duke, que insiste que foi um ataque aleatório de viciado em drogas. Naquela noite, Ava vai jantar com Judy e Michael, mas a conversa deles não vai bem. Na manhã seguinte, Judy encontra Ava e diz a ela que Michael está desaparecido. Percebendo que ele começou a jogar novamente, Ava o resgata de um antro de jogos administrado por uma mulher, Toni, a quem Michael deve.
Duke revisita Simon e revela que ele sabia que Ava estava enganada. Uma luta começa entre os dois homens, resultando em Simon matar Duke. Ele envia um vídeo de Duke sendo assassinado para Ava. Ava com o coração partido vai para a casa de Judy, onde ela convida Michael para fugir com ela, mas ele recusa, revelando que Judy está grávida. Ava vai para o covil de Toni, onde mata alguns de seus homens antes de dar a Toni um saco de dinheiro para pagar a dívida de Michael. Ava estrangula Toni, então muda de ideia, deixando Toni viver enquanto a avisa para ficar longe de Michael.
De volta ao hotel, Ava é atacada por Simon. Eles lutam, com ambos sofrendo ferimentos graves. Exausto, Simon foge quando o alarme de incêndio dispara, avisando Ava que ele vai matá-la se a vir novamente. Ava persegue Simon, encurralando e matando-o sob a ponte Zakim. Ava vai para a casa de sua irmã, avisando Judy para deixar o país e dando a ela o número de uma conta em um banco suíço cheia com os ganhos de Ava. Antes de ela ir embora, Michael dá a ela uma carta de Duke, que diz que está feliz com a forma como sua vida acabou. Enquanto ela caminha pela rua, Ava é perseguida pela filha de Simon, Camille.

## Elenco
- Jessica Chastain como Ava Faulkner
- John Malkovich como Duke
- Common como Michael, ex-noivo de Ava e noivo de Judy
- Colin Farrell como Simon
- Geena Davis como Bobbi, mãe de Ava
- Jess Weixler como Judy, irmã de Ava
- Diana Silvers como Camille, filha de Simon
- Joan Chen como Toni
- Ioan Gruffudd como Peter Hamilton, um consultor financeiro do Fundo Monetário Internacional

## Produção
Em agosto de 2018, a produção foi criticada pela presença de Matthew Newton, que na época seria o diretor, acusado de múltiplas acusações de agressão e violência doméstica. Além das acusações, ele também se confessou culpado de agredir Brooke Satchwell, sua então namorada. Jessica Chastain, uma defensora vocal do movimento Me Too, foi acusada de hipocrisia por trabalhar com Newton. Newton acabaria deixando de dirigir o filme, com Tate Taylor contratado para substituí-lo. Newton é creditado como o escritor do filme.
Em setembro de 2018, Colin Farrell, Common e John Malkovich se juntaram ao elenco do filme. Em outubro de 2018, Christopher Domig, Diana Silvers, Geena Davis, Joan Chen e Jess Weixler se juntaram ao elenco do filme. Em novembro de 2019, foi anunciado que o filme tinha sido re-intitulado Ava.

### Filmagens
As filmagens principais começaram em 24 de setembro de 2018, em Boston.

## Lançamento
O filme foi lançado na Hungria em 2 de julho de 2020. Foi lançado nos Estados Unidos pela DirecTV Cinema em 27 de agosto de 2020, seguido por vídeo sob demanda em 25 de setembro de 2020, pela Vertical Entertainment. Ele recebeu um lançamento em DVD e Blu-ray na Austrália em 2 de setembro de 2020, pela Madman Entertainment.
Ele começou a ser transmitido na Netflix em 6 de dezembro de 2020. Foi o terceiro filme mais assistido no site em seu primeiro dia de lançamento e terminou em primeiro em seu segundo dia. Ele se tornou o filme de maior sucesso em seu primeiro fim de semana.

## Recepção

### Resposta crítica
No Rotten Tomatoes, o filme tem uma taxa de aprovação de 17% com base em 35 avaliações, com uma média de 4,5/10. O consenso dos críticos do site diz: "Ava parece ter todos os componentes de um thriller de espionagem divertido, mas nem mesmo esse elenco espetacular é suficiente para salvar a estória chata e clichê com a qual eles trabalharam."  No Metacritic, o filme recebeu uma pontuação média ponderada de 39 de 100, com base em nove críticos, indicando "críticas geralmente desfavoráveis".

### Bilheteria e VOD
Na Hungria, o filme arrecadou US$31.820 em 59 cinemas em seu fim de semana de estreia, terminando em primeiro nas bilheterias. O filme arrecadou um total de US$3.3 milhões em todo o mundo.
Em seu fim de semana de estreia nos Estados Unidos, Ava foi o filme mais alugado na Apple TV e Google Play, e o segundo no FandangoNow. Em seu segundo fim de semana, o filme ficou em primeiro lugar no Apple TV, Google Play e Spectrum, e permaneceu em segundo lugar na FandangoNow. IndieWire descreveu o desempenho de Ava como "a melhor exibição para um título não premium nos seis meses em que cobrimos o desempenho semanal de VOD".